# Augochlora thaliana
Augochlora thaliana är en biart som beskrevs av Embrik Strand 1910. Augochlora thaliana ingår i släktet Augochlora och familjen vägbin. Inga underarter finns listade.